# Devachan
Il devachan (dal sanscrito = "posto felice") è un termine usato dalla Teosofia per indicare una dimensione temporanea degli spiriti puri, un piano mentale di soggiorno di beatitudine tra la morte terrena ed un nuovo ciclo di rinascite.

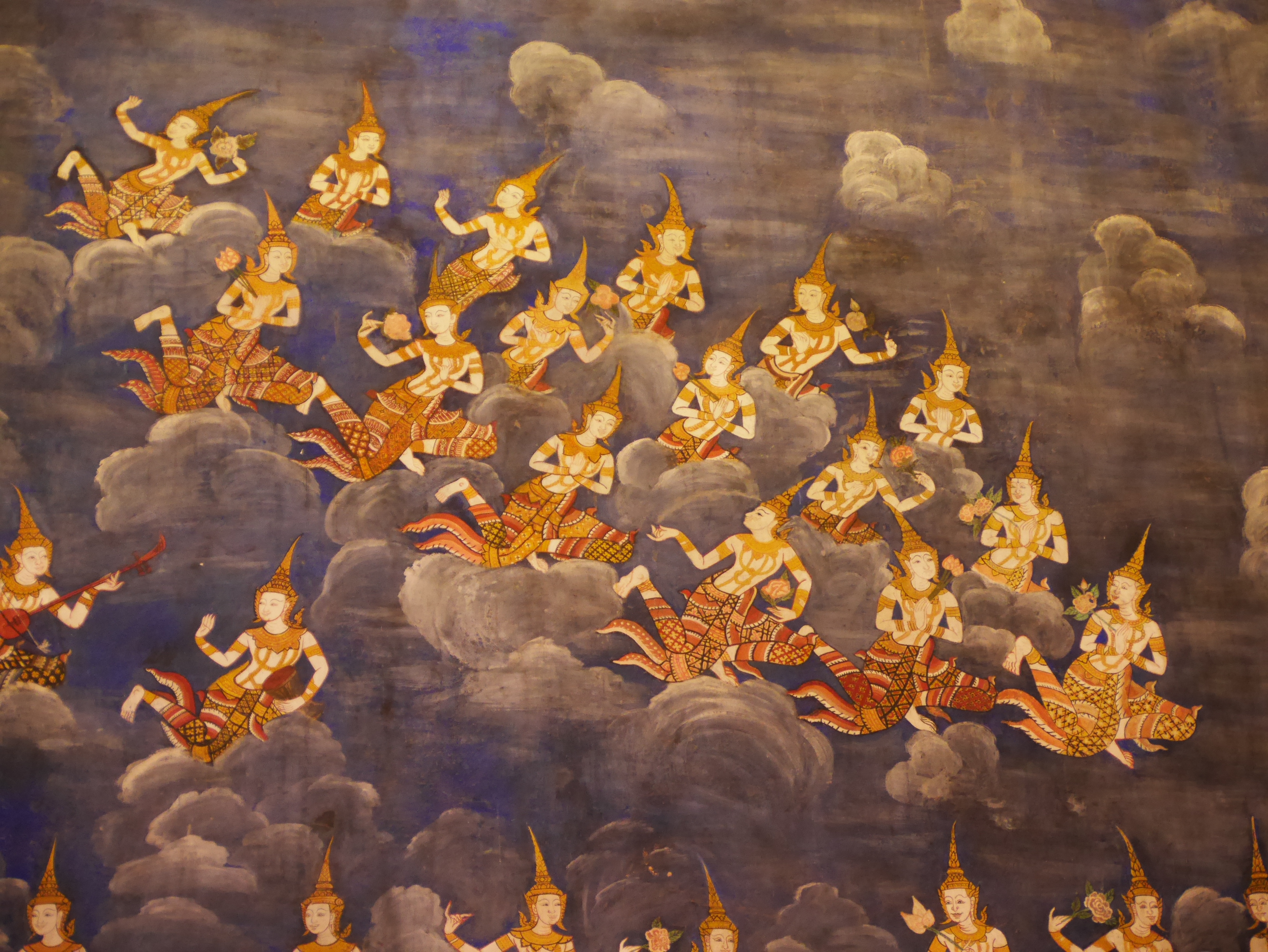
Deva nel loro regno celeste tra le nuvole, in un murale del buddismo thailandese.

## Origine del termine
Devachan risulta composto dal sanscrito deva, cioè «essere divino», e da chan, termine della lingua tibetana che secondo la traslitterazione Wylie significa «possesso» o «dimora». Di fatto sembra un neologismo derivante forse del tibetano dewachen (བདེ་བ་ཅན་), cioè «terra felice» o «terra pura del Buddha della luce infinita» (Amitabha), di cui la Blavatsky avrebbe assimilato la prima parola dewa al sanscrito deva.
Con questo termine essa intendeva in ogni caso indicare la dimora beata degli Dei, equivalente del devaloka induista, o del paradiso cristiano occidentale. Devachan potrebbe stare anche per Devayana, cioè «via agli Dèi».

## Significato
Gli studi teosofici considerano il Devachan come il luogo dove andrebbero la maggior parte delle anime dopo la morte terrena, in seguito alla purificazione nel kamaloka.
A metà fra due vite terrene, il nostro spirito entrerebbe nel Devachan appena l'anima si separa dal Nāma-rūpa, distruggendo i princìpi inferiori della vita terrena appena cessata.
Il Devachan non è da confondere col Nirvana perché quest'ultimo è lo stato terminale di tutti i cicli di rinascite, mentre il Devachan è uno stato intermedio e temporaneo prima di un'eventuale rinascita dell'anima nel mondo fisico.
In quest'ottica, il luogo dove nessun dolore può entrare per disturbare lo stato di serenità e tranquillità del trapassato che vi si trova. Sarebbe tuttavia una felicità assoluta ma temporanea, che infatti termina con la rinascita in un'altra vita terrena o stato dimensionale diverso; solo il Nirvana è identificato con lo stato di felicità assoluta ed eterna.
Corrisponde al piano causale o Manas (mentale) superiore, dove dimorano le vere essenze o gli archetipi delle manifestazioni della natura sensibile, ossia i principi della realtà concepiti come spiriti viventi, corrispondenti nella filosofia occidentale al mondo delle idee di Platone.
In ambito antroposofico si sottolinea in particolare come tali essenze spirituali si presentino all'anima del defunto come qualità sonore, dal cui insieme si produce un'armonia complessiva nota come musica delle sfere. A differenza dunque del kamaloka (o piano astrale) che è un mondo di colori, il Devachan viene concepito principalmente come un mondo di suoni melodiosi.

### Suddivisioni antroposofiche
Secondo Rudolf Steiner, inoltre, il Devachan è diviso in quattro parti: 
(Rudolf Steiner)
Egli lo paragona al cosiddetto Regno dei Cieli citato nei Vangeli: «Se non diverrete come fanciulli, non entrerete nel regno dei cieli.» Cio significa che se l’anima non è pura come quella dei bambini non è possibile entrare nel Regno dei cieli.  Nel devachan è percepibile anche la cronaca dell’Akasha, che tuttavia non risiede lì ma proviene da altrove, ossia da regioni superiori.
In questo regno, l’assenza di vincoli fisici procura un grande senso di benessere mai percepito prima.